# 1er corps aéroporté (Royaume-Uni)
Pour les articles homonymes, voir 1er corps d'armée.
Le 1er corps aéroporté (en anglais I Airborne Corps) est un corps d'armée aéroporté créé par l'armée britannique durant la Seconde Guerre mondiale (en). Avec le 18e corps aéroporté américain, il fait partie de la 1re armée aéroportée alliée.

## Formation
Sous le commandement du lieutenant général Frederick Browning, le I Airborne Corps est formé en 1943, avec les 1re et 6e divisions aéroportées sous son commandement. Le corps comprend également la brigade SAS (en) du Special Air Service. En août 1944, le corps est intégré à la 1re armée aéroportée alliée, aux côtés du 18e corps aéroporté américain.
Plus tard pendant la guerre, outre les 1re et 6e divisions aéroportées, le corps d'armée comprend la 1st Special Service Brigade, la 1re brigade parachutiste polonaise et la 52e division d'infanterie (Lowland), une division transportable par voie aérienne placée sous le commandement du corps d'armée,. D'autres unités sont affectées au corps d'armée, notamment les 82e et 101e divisions aéroportées américaines lors de l'opération Market Garden en septembre 1944. Le lieutenant général Richard Gale, qui a précédemment commandé la 6e division aéroportée pendant la bataille de Normandie, prend le commandement du corps d'armée en décembre 1944.